# Лукцей Альбін
Лукцей Альбін (*Lucceius Albinus, д/н — 69) — державний діяч часів ранньої Римської імперії.

## Життєпис
Походив зі стану вершників Лукцеїв. Про родину немає відомостей. У 62 році призначається прокуратором Юдеї. В цей час первосвященик Анан бен-Анан, скориставшись смертю попереднього прокуратора, скликав синедріон, на якому Якова, брата Ісуса, було звинувачено в порушенні законів і засуджено до побиття камінням. Делегація, яку відправили незадоволені цим юдеї, зустріла Альбіна перш, ніж він досяг Юдеї. Альбін відповів листом до Анана, в якому говорив про незаконність дій останнього. Скориставшись, цар Агріппа II позбавив Ана бен-Анана посади, поставивши Ісуса бен-Дамнея.
Після прибуття до Єрусалиму Альбін, прагнучи забезпечити спокій в країні, розпочав боротьбу з радикальною сектою сикаріїв. За цінний подарунок стає другом первосвященика Анна. Сикарії, у відповідь на дії Альбіна, захопили помічника священика Елізар бен-Анана. Вони вимагали в обмін на його звільнення випустити з в'язниці 10 своїх сектантів. Альбін пішов на це, поступившись проханню Анана.
Коли Альбін дізнався, що на його місце їде новий прокуратор Гессій Флор, він велів піддати страти всіх арештантів, які заслужили смерть, тих же, хто сиділи в тюрмі з яких-небудь незначних і маловажних причин, він звільнив за відому суму грошей. Таким чином в'язниця, спорожніла, але країна наповнилася злодіями.
У 64 році призначається імператорським легатом-пропретором провінції Мавретанія Цезарейська. У 66 році стає намісником також провінції Мавретанія Тінгітанська. У 68 році підтримав Гальбу в боротьбі за владу, а у 69 році — Отона. Після смерті останнього оголосив себе царем Мавретанії під іменем Юба, але незабаром Альбіна загинув у битві з Клувієм Руфом.